# 송구홍
송구홍(宋九洪, 1968년 6월 23일 ~ )은 전 KBO 리그 LG 트윈스의 내야수이다.

## 선수 시절

### LG 트윈스시절
1991년에 1차 지명으로 입단했다. 
1992년 3할대 타율을 기록하고 20-20 클럽에 가입하며 3루수 부문 골든글러브를 수상했으며, 1993년 시즌 후 방위병으로 입소했다.

### 해태 타이거즈시절
1997년 시즌 후 이병석과 함께 해태 타이거즈의 김동호, 박철웅과 트레이드됐다. 시즌 80경기에 출전해 2할대 타율을 기록했다.

### 쌍방울 레이더스시절
1999년 4월 16일 박재용과 함께 쌍방울 레이더스의 박계원, 오봉옥을 상대로 트레이드됐다. 시즌 86경기에서 2할대 타율을 기록했고, 시즌 후 보호 선수 명단에서 제외됐다.

### LG 트윈스복귀
2000년에 복귀하였다. 11경기에서 주로 대수비로 출전하며 1할대 타율을 기록했고, 1, 2군을 전전하다 2002년 4월에 은퇴했다.

## 야구선수 은퇴 후
2002년 12월 LG 트윈스 2군 수비코치를 시작으로 2012년까지 코치진으로 근무 후 프런트로 자리를 옮겨 단장으로 활동했다. 
2017년 10월 3일 류중일이 신인 감독으로 선임되고, 양상문이 단장으로 선임됨에 따라 2군 감독에 선임됐다.
2019년 1월 2일 한화 이글스의 육성군 야수총괄코치로 선임됐다.

## 별명
- 허슬 플레이를 해서 '로보캅'이라고 불린다.
- 웃는 얼굴 때문에 '스마일맨'이라고 불린다.

## 출신 학교
- 서울사당초등학교
- 성남중학교
- 선린인터넷고등학교
- 건국대학교 경영학과 87학번

## 통산 기록
| 연도 | 팀명   | 타율  | 경기 | 타수 | 득점 | 안타 | 2루타 | 3루타 | 홈런 | 루타 | 타점 | 도루 | 도실 | 볼넷 | 사구 | 삼진 | 병살 | 실책 | 비고                         |
| ---- | ------ | ----- | ---- | ---- | ---- | ---- | ----- | ----- | ---- | ---- | ---- | ---- | ---- | ---- | ---- | ---- | ---- | ---- | ---------------------------- |
| 1991 | LG     | 0.236 | 73   | 174  | 17   | 41   | 4     | 1     | 2    | 53   | 18   | 13   | 8    | 12   | 4    | 22   | 2    | 4    |                              |
| 1992 | LG     | 0.304 | 121  | 451  | 72   | 137  | 23    | 2     | 20   | 224  | 59   | 20   | 4    | 24   | 7    | 33   | 13   | 22   | 3루수 골든글러브, 20-20 클럽 |
| 1993 | LG     | 0.307 | 105  | 387  | 51   | 119  | 21    | 2     | 4    | 156  | 49   | 19   | 6    | 32   | 8    | 30   | 12   | 21   |                              |
| 1995 | LG     | 0.260 | 57   | 169  | 25   | 44   | 5     | 3     | 1    | 58   | 19   | 8    | 2    | 17   | 4    | 16   | 5    | 13   |                              |
| 1996 | LG     | 0.261 | 109  | 349  | 45   | 91   | 18    | 1     | 7    | 132  | 38   | 17   | 6    | 25   | 22   | 49   | 11   | 13   |                              |
| 1997 | LG     | 0.264 | 70   | 220  | 38   | 58   | 14    | 0     | 5    | 87   | 25   | 7    | 3    | 14   | 13   | 29   | 6    | 12   |                              |
| 1998 | 해태   | 0.288 | 80   | 264  | 33   | 76   | 11    | 1     | 2    | 95   | 9    | 7    | 4    | 13   | 6    | 33   | 12   | 3    |                              |
| 1999 | 쌍방울 | 0.206 | 86   | 252  | 31   | 52   | 8     | 0     | 1    | 63   | 18   | 6    | 5    | 11   | 7    | 36   | 4    | 8    |                              |
| 2000 | LG     | 0.190 | 11   | 21   | 2    | 4    | 1     | 0     | 0    | 5    | 0    | 0    | 0    | 0    | 1    | 5    | 2    | 2    |                              |
| 통산 | 9시즌  | 0.272 | 712  | 2287 | 314  | 622  | 105   | 10    | 42   | 873  | 235  | 97   | 38   | 148  | 72   | 253  | 67   | 98   |                              |